# Pazo de Raxoi
El Pazo de Raxoi és un palau de la ciutat de Santiago de Compostel·la, capital de Galícia, situat a la Praza do Obradoiro. És la seu de l'ajuntament de la ciutat i de la Presidència de la Xunta de Galicia.
És un edifici d'estil neoclàssic. La construcció com a seminari per a confessors va ser ordenada per l'arquebisbe de Santiago, Bartolomé Raxoi e Losada, l'any 1766. L'enginyer francès Carlos Lemaur fou el responsable de l'obra. En la portalada es poden observar una representació de la batalla de Clavijo i una escultura de l'apòstol Sant Jaume.
El Pazo és a la part occidental de la Praza do Obradoiro, que tanca per aquest costat, davant de la façana principal de la Catedral de Santiago. A la dreta hi ha el Col·legi de San Xerome, actualment Rectorat de la Universitat de Santiago, i a l'esquerra l'Hostal dos Reis Católicos.